# Craspedosis niverupta
Craspedosis niverupta är en fjärilsart som beskrevs av Max Joseph Bastelberger 1907. Craspedosis niverupta ingår i släktet Craspedosis och familjen mätare. Inga underarter finns listade i Catalogue of Life.